# Chronologie des quakers
Quaker est le surnom donné aux membres de la Société religieuse des Amis.
Cette chronologie est enrichie d'événements concernant plus particulièrement la francophonie (fr), la  France, la  Suisse, la  Belgique et le  Québec.

## XVIIesiècle

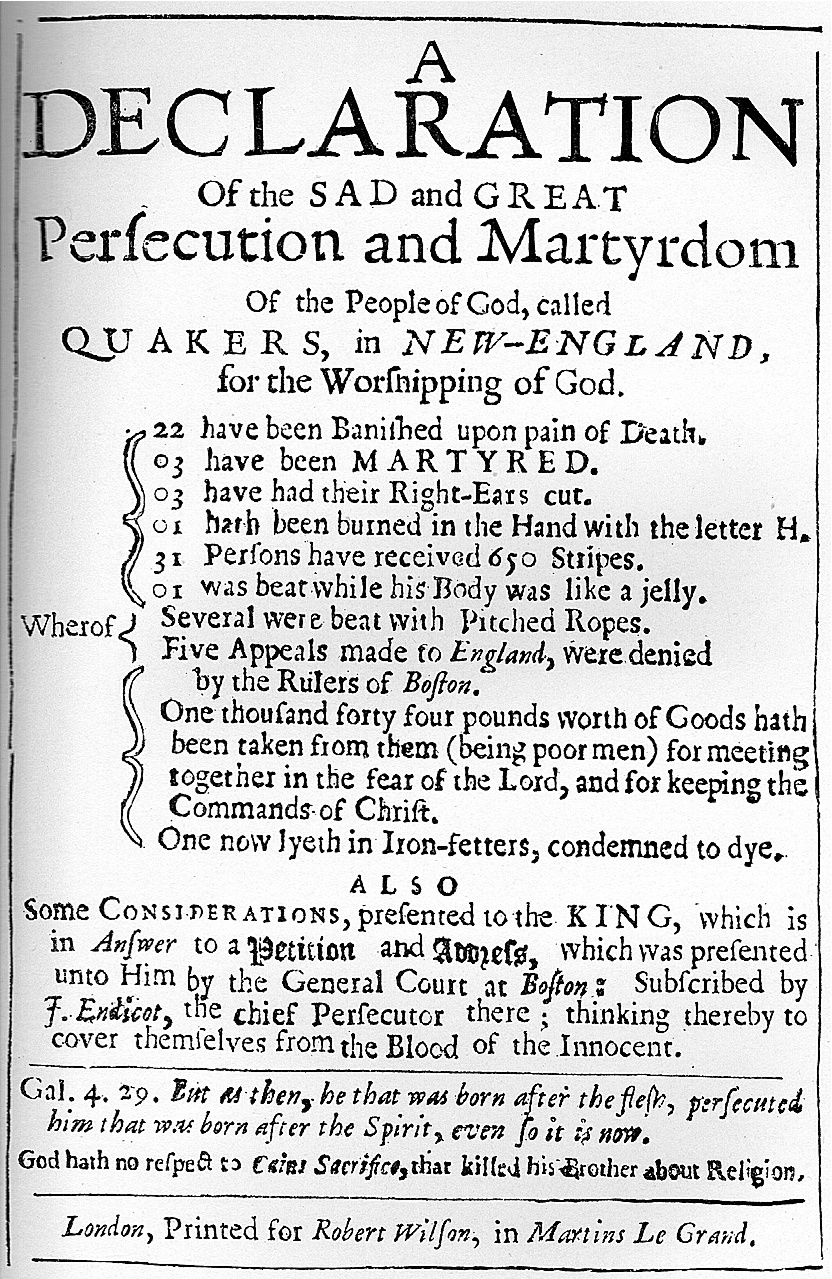
Livre sur les persécutions en Nouvelle-Angleterre, 1660

- 1649 : George Fox (1624-1691) est arrêté dans une église de Nottingham lors d'une de ses prises de parole. Il est emprisonné pour la première fois.
- 1650 : George Fox réclame la réforme totale du régime des prisons.
- 1652 : Vision de George Fox à Pendle Hill, considérée comme la date de la fondation spirituelle de la future Société des Amis.
- 1654 : Première « réunion d'affaire ».
- 1654 : Travail missionnaire des Soixante Vaillants.
- 1656 : James Nayler (1618–1660) est condamné pour blasphème et emprisonné.
- 1656 : Première présence des Amis en Amérique du nord, persécutions. Premières Assemblées annuelles en 1661 Nouvelle-Angleterre, 1672 Baltimore, 1683 Philadelphie
- 1656 : Les autorités françaises étaient informées de l'existence des quakers dès cette date[1].
- 1660 : Début des persécutions systématiques contre les quakers, qui dureront jusqu'à la fin des années 1660. Mary Dyer (1611?-1660) est condamnée à mort la premiere juin 1660 et pendue.
- 1660 : Publication en français de L'espreuve de la foi ... de James Parnell (en) « qui par mespris est appellé Quaker, c'est-à-dire trembleur. »[2]
- 1666 : Robert Barclay (1648-1690) pose les bases théologiques du mouvement avec An Apology For the True Christian Divinity[3].
- 1667-1669 : Mise en place en Angleterre des structures du mouvement : assemblées mensuelles, trimestrielles et annuelles. Premières écoles quakers en Angleterre.
- 1681 : William Penn (1644-1718) devient gouverneur de la Pennsylvanie.
- 1682 : Premières Questions, au nombre de trois et uniquement factuelles. Dès 1723 le terme de Query remplace Question (en anglais). Progressivement, le nombre de Questions augmente et elles s'adressent à la cohérence de la conduite des Amis, leur « discipline ».
- 1691 : Mort de George Fox.
- 1692 : Ouvrage en français hostile aux quakers : Histoire Abrégée de la Naissance & du Progrez du Kouakerisme, repris en 1699 sous le titre La Religion des Kouakres en Angleterre.
- 1693 : William Penn publie Towards the Present and Future Peace of Europe, apparemment immédiatement traduit en français : Essai pour la paix présente et future de l’Europe.
- 1694 : Publication du Journal de George Fox.

## XVIIIesiècle

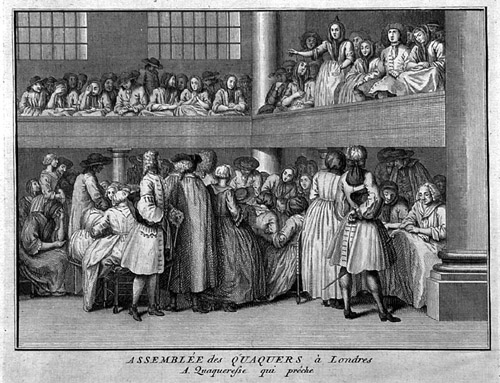
Une jeune femme quaker officiant lors d’un culte à Londres, vers 1723

- 1702 : Traduction de l'Apologie de Robert Barclay en français.
- 1718 : Mort de William Penn.
- 1734 : Voltaire écrit ses Lettres sur les Quakers.
- 1746 : Traduction par Claude Gay (1800-1873) de Point de croix, point de couronne de William Penn. Claude Gay traduisit une dizaine de livres et tracts quakers en français.
- 1754 : John Woolman (1720-1772) publie Some Considerations on the Keeping of Negroes. John Woolman a prêché contre l'esclavage et la conscription dans les colonies américaines.
- 1758 : L'assemblée annuelle de Philadelphie est la première à décider l'interdiction de l'esclavage pour ses membres. Les fautifs sont exclus de la Société religieuse des Amis. Cette interdiction est généralisée en 1784.
- 1785 :  Publication des Précis des règles de discipline chrétienne, adoptées par la Société des Amis de Congénies dans le Languedoc. En 1788, ce groupe religieux indépendant rejoint officiellement la Société religieuse des Amis, il est reconnu par l’Assemblée annuelle de Londres. Il existait déjà aux XVIIe et XVIIIe siècles.
- 1791 : Premiers Conseils ((en) Advices) adoptés par l'Assemblée annuelle de Londres, en sus des modifications apportées aux Questions. Le rôle des Questions, révisées encore en 1860 et 1875, concerne de moins en moins la discipline des Amis, pour se tourner vers l'introspection.
- 1791 :  Les Amis de Congénies, dont Jean Marsillac, adressent une Pétition respectueuse à l'Assemblée nationale, demandant de ne pas avoir à porter les armes ni à prêter serment.
- 1791 : Parution de La Vie de Guillaume Penn, fondateur de la Pennsylvanie par Jean Marsillac, « ouvrage contenant l'historique (…) des principes et actions de la Société des amis (vulgairement connus sous le nom de Quakers) ».

## XIXesiècle

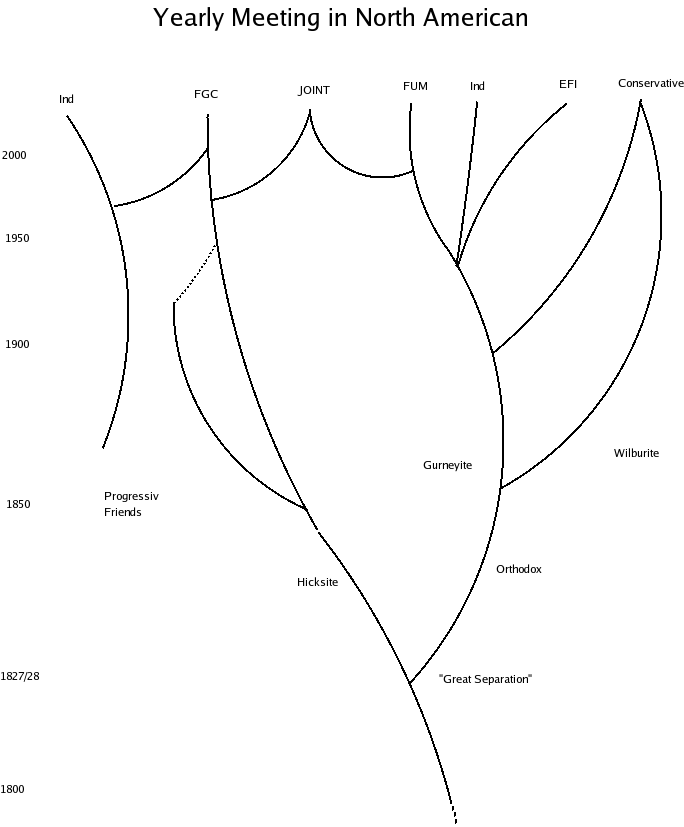
Développement en Amérique du nord

- 1802 : Publication en français de Histoire abrégée de l'origine et de la formation de la société dite des Quakers (…) de William Penn.
- 1803 : John Dalton établit la base de la chimie moderne avec sa théorie sur les atomes composant la matière.
- 1818 : Elizabeth Fry (1780-1845) rend compte devant la Chambre des Communes des conditions de vie dans les prisons britanniques, devenant ainsi la première femme à témoigner devant le Parlement britannique.
- 1823 : Publication en français de Mémoire de Jean Woolman.
- 1823 : Publication en français de Exposition succincte des principes religieux que professe la société de chrétiens, communément appelés Amis ou quakers, de Henry Tuke (en).
- 1825 : Edward Pease inaugure la première ligne de chemin de fer à transporter des voyageurs.
- 1827 : La Grande Séparation ((en) The Great Separation) : Elias Hicks (1748-1830) fonde la branche américaine des quakers « hickistes », par opposition aux « orthodoxes ». Il professait des idées unitariennes.
- 1845 : Première séparation entre « gurneyites » et « wilburites », en Nouvelle-Angleterre.
- 1846 : Débuts de la Société des Amis en Norvège.
- 1846 : Aide quaker lors de la famine en Irlande.
- 1848 : Lucretia Mott organise le congrès sur les droits des femmes, début du mouvement féministe nord-américain.
- 1866 : Les quakers britanniques lancent une mission en Inde, l'Assemblée annuelle de New York une autre en Palestine.
- 1875 : Débuts de la Société des Amis au Danemark.
- Dès 1870 :  Cultes quaker à Paris, chez Justine Dalencourt, membre de la Société des Amis britanniques.
- 1871 :  Comité de Secours des Amis anglais dans l'est de la France, le Centre, la Loire.  Première utilisation du symbole dit étoile quaker ou Quaker star.
- 1873 : Première Assemblée quaker sur la Côte pacifique, à San José, Californie.
- 1874 : Theophil Waldmeier (1832-1915) devient le premier membre suisse  de la Société des Amis. Missionnaire en Abyssinie puis au Liban, fondateur de l'école de Broummana.
- 1887 : Déclaration de Richmond. Pour certains quakers, les Saintes Écritures ont une plus grande autorité que la lumière intérieure.
- 1896 : Les assemblées sont désormais tenues avec femmes et hommes ensemble. Les femmes peuvent devenir membres de l'exécutif anglais Meeting for Sufferings (en).

## XXesiècle

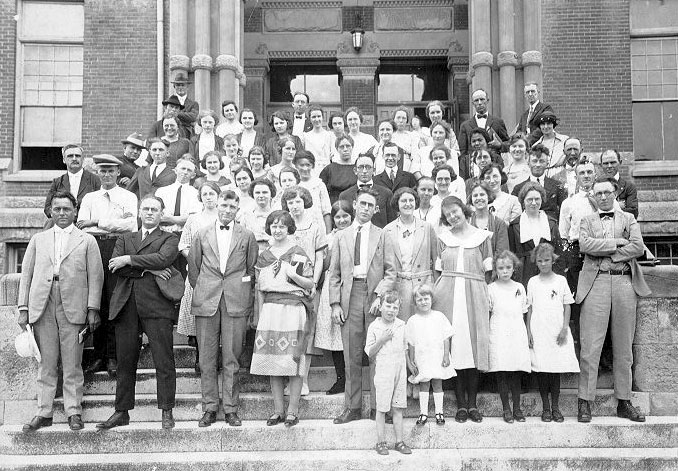
Assemblée annuelle, Kansas, 1922

- 1900 : Création de la Friends General Conference (FGC).
- 1901-1917 : Débuts de la Société des Amis en Inde (1901), Chine (1904), Japon (1917), Afrique du Sud (1918), Allemagne (1925), Palestine et Syrie (1928), Pays-Bas (1931), Suède (1935).
- 1902 : Création de Five Years Meeting, renommé en 1965 Friends United Meeting (FUM) (en).
- 1907 : puis 1929  Premières rencontres à Montréal, bases d'une Assemblée mensuelle bilingue.
- 1914-1920 :  Nouveau Comité de Secours aux Victimes de la Guerre des Amis britanniques et nord-américains (AFSC).
- 1917 : Création du American Friends Service Committee (AFSC).
- 1918 :  Premiers groupes en Suisse à Genève, puis dans les années 1930s à Zurich, Bâle, Lausanne, Berne et Bienne, en 1975 à Romanshorn.
- 1919 : Fondation du comité international pour l'accueil et les contacts avec les membres isolés, International Membership Committee (IMC). Cette tâche passe au Friends World Committee for Consultation (FWCC) (en) dès 1979.
- 1919-1924 : Programme d'aide alimentaire pour les enfants allemands (puis polonais, russes et d'autres pays européens).
- 1920 : Première Conférence mondiale des Amis (Friends World Conference), à Londres.
- 1920-1924 : Aide aux populations meurtries par la guerre en Europe : alimentation, habits, aide aux réfugiés. Travail coordonné surtout par le American Friends Service Committee (AFSC).
- 1920 :  France Création du Centre quaker international à Paris. Premières réunions d'affaires.
- 1923 :  Création du Centre quaker international à Genève, qui deviendra le Bureau Quaker auprès des Nations unies ((en) Quaker United Nations Office - QUNO).
- 1926-1942 :  Quaker International Student Hostel à Genève.
- 1928, 1964 et 1994 : Révision des Conseils et Questions par l'Assemblée annuelle de Londres.
- 193-? : Publication en français des Conseils et Questions par le Centre Quaker et Groupe de Genève.
- 1933 :  France Reconnaissance de l’Assemblée de France.
- 1934 :  Premier rassemblement en Suisse, à l'initiative d'Hélène Monastier. Plus de 200 Amis et sympathisants des nombreux groupes informels se retrouvent à Berne.
- 1937 : Seconde Conférence mondiale des Amis, à Swarthmore, près de Philadelphie.
- 1937 : Fondation du Comité consultatif mondial des Amis, Friends World Committee for Consultation (FWCC) (en).
- 1937-1939 : Aide non partisane aux victimes de la guerre civile espagnole.
- 1938 : Reconnaissance de la Section de l'Europe et du Moyen-Orient de FWCC, (en) Europe & Middle East Section (EMES) (nom adopté en 1992).
- 1938 : Reconnaissance de la Section des Amériques de FWCC.
- 1939 :  Sous la responsabilité de l'assemblée annuelle de Londres, les Amis de Suisse (membres de la Société religieuse des Amis) se retrouvent sous le nom Swiss General Meeting.  Ils pourront tenir une assemblée chaque année.
- 1939-1946 : Aide aux victimes de la guerre en Europe et en Asie.
- 1940 :  Hélène Monastier lance une lettre d'information qui deviendra Entre Amis, pour combler le vide laissé par l'Echo des Amis qui était publié en France.
- 1947 :  Le prix Nobel de la paix est décerné à AFSC et le British Friends Service Council (aujourd'hui nommé Quaker Peace and Social Witness).
- 1947 :  Reconnaissance de l'Assemblée annuelle de Suisse.
- 1952 : Troisième Conférence mondiale des Amis, à Oxford en Angleterre.
- 1961 : Reconnaissance de la Section Afrique de FWCC.
- 1963 : Création de Evangelical Friends Alliance, renommé en 1990  Evangelical Friends International (EFI).
- 1967 : Quatrième Conférence mondiale des Amis, en Caroline du Nord.
- 1974 : Création d'une Assemblée annuelle en Bolivie.
- 1975 :  Assemblée mensuelle à Bruxelles. Des membres des Assemblées de France et des Pays-Bas, vivant en Belgique, transfèrent leur appartenance. Nouveau nom en 1978 : Réunion mensuelle Belgique et Luxembourg.
- 1984 : William Penn devient citoyen d'honneur des États-Unis d'Amérique, à titre posthume.
- 1985 : Reconnaissance de la Section de l'Asie et du Pacifique occidental de FWCC.
- 1985 Première World Gathering of Young Friends (rencontre mondiale des jeunes Amis).
- 1990 : Première Conférence théologique internationale de femmes quakers, à Woodbrooke en Angleterre.
- 1991 : Cinquième Conférence mondiale des Amis, Pays-Bas, Honduras et Kenya.
- 1995 : London Yearly Meeting (en) change de nom et devient Britain Yearly Meeting (en).
- 1999 : EFI-Afrique ouvre une école de théologie dans la région des Grands-Lacs, à Bujumbura au Burundi.

## XXIesiècle
.

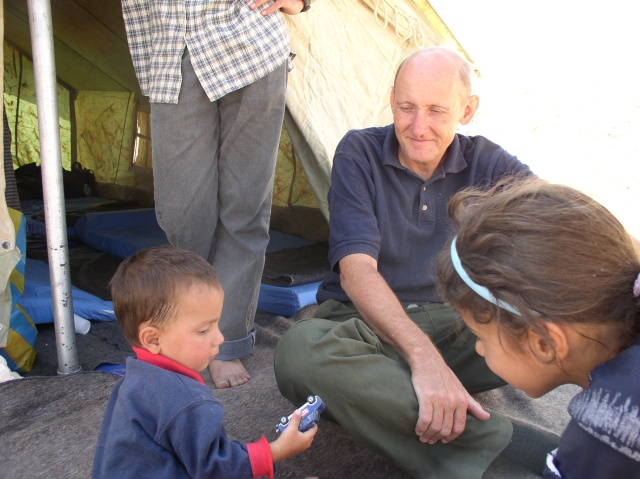
Tom Fox en Irak

- 2005 : Seconde World Gathering of Young Friends, à Lancaster en Angleterre.
- 2006 : Tom Fox (1951-2006), activiste pacifiste américain, est assassiné en Irak.
- 2012 : Sixième Conférence mondiale des Amis, Kenya.

### Sources
Générales
- (en) Pink Dandelion, An introduction to Quakerism, Cambridge, Cambridge University Press, 2007, 294 p. (ISBN 978-0-521-60088-0)Chronologie en pages 250-255
- (en) Leonard S. Kenworthy, Quakerism : A Study Guide on the Religious Society of Friends, Dublin, Indiana États-Unis, Prinit Press, 1981, 215 p.Friends for over three hundred years. Tableau synthétique en pages 64-65
- (de) Geschichte der Quäker (Zeittafel)
- Henry van Etten, Le Quakerisme : aperçus sur l'histoire…, Paris, Société religieuse des Amis, 1953, 98 p.Chronologie en pages 7-8
- (en) Faith and practice : The book of Christian discipline of the Yearly Meeting of the Religious Society of Friends (Quakers) in Britain, Londres, Yearly Meeting of the Religious Society of Friends (Quakers) in Britain, 1995 (réimpr. 1999), 671 p., « 1.04 Advices and queries : history »

Belgique
- Article de Anita Wuyts dans Newsletter (Belgium and Luxembourg Monthly Meeting), No 7, septembre 2006.

France
- Site de l'Assemblée de France
- Henry van Etten, Chronique de la vie Quaker française de 1750 à 1938, Société religieuse des Amis (Quakers), Paris, 1938 (réédition complétée en 1947 : de 1745 à 1945), 316 p. [Bibliothèque chrétienne online]
- Précis des règles de discipline chrétienne, adoptées par la Société des Amis, connus sous le nom de quakers, de Congénies, et autres lieux environnans, dans les années 1785, 1801 et 1807, avec une introduction et notes de Georges Liens, Luxembourg, 1988.

Québec
- Article de Chantal Fournier sur l'Assemblée mensuelle de Montréal

Suisse
- History and Biography Project, « Let Their Lives Speak », A Resource Book, 2005 [lire en ligne]